# Antiparallelität (Geometrie)

g_{1} und g_{2} sind antiparallel h_{1} und h_{2}, aus der Gleichheit der roten Winkel folgt die Gleichheit der übrigen Winkel aufgrund der Eigenschaften von Nebenwinkeln und Scheitelwinkeln

g_{1} und g_{2} sind antiparallel bezüglich des Winkels in A, gleichfarbige Winkel sind gleich groß

g_{1} und g_{2} sind antiparallel bezüglich h

Antiparallelität ist ein Begriff aus der Elementargeometrie, der die Lage zweier Geraden bezüglich eines Winkel oder eines weiteren Geradenpaars beschreibt. Er findet insbesondere in der Dreiecksgeometrie Anwendung.

## Definition
Gegeben sind zwei Geradenpaare {\displaystyle g_{1},g_{2}} und  {\displaystyle h_{1},h_{2}}, dabei schneidet  {\displaystyle g_{1}} {\displaystyle h_{1}} in  {\displaystyle P} und  {\displaystyle h_{2}} in  {\displaystyle Q} und  {\displaystyle g_{2}} schneidet  {\displaystyle h_{1}} in  {\displaystyle R} und  {\displaystyle h_{2}} in  {\displaystyle S}. Die Geraden {\displaystyle g_{1},g_{2}} werden dann als antiparallel bezüglich {\displaystyle h_{1},h_{2}} bezeichnet, wenn sie an {\displaystyle P} und {\displaystyle S} die gleichen Schnittwinkel bilden jedoch in umgekehrter Reihenfolge (siehe Zeichnung).
Schneiden sich die Geraden {\displaystyle h_{1},h_{2}} in einem Punkt {\displaystyle A} und besitzen damit einen Schnittwinkel, dann bezeichnet man {\displaystyle g_{1},g_{2}} auch als antiparallel bezüglich des Winkels in {\displaystyle A}, sofern die vier Schnittpunkte {\displaystyle P,Q,R,S} auf den Schenkeln des Winkels liegen. Betrachtet man die Winkelhalbierenden des Winkels in {\displaystyle A}, so bilden  {\displaystyle g_{1},g_{2}} mit ihr die gleiche Schnittwinkelfolge jedoch in umgekehrter Reihenfolge.
Diese Eigenschaft der Schnittwinkel von {\displaystyle g_{1},g_{2}} mit der Winkelhalbierenden kann man verwenden, um die die Antiparalletität von  {\displaystyle g_{1},g_{2}} bezüglich einer einzelnen Geraden anstatt eines Geradenpaars zu definieren. Das heißt, {\displaystyle g_{1},g_{2}} sind antiparallel bezüglich einer Geraden {\displaystyle h}, wenn sie mit dieser die gleichen Schnittwinkel in umgekehrter Reihenfolge bilden. Diese Definition erhält man auch aus der Eingangsdefinition, wenn man dort zulässt, dass die Geraden {\displaystyle h_{1},h_{2}} identisch sein können.
Die Bedingung für die Schnittwinkel in der Eingangsdefinition ist äquivalent dazu, dass die vier Schnittpunkte  {\displaystyle P,Q,R,S} auf einem gemeinsamen Kreis liegen, also ein Sehnenviereck bilden.
Man beachte, dass ein Geradenpaar {\displaystyle g_{1},g_{2}} gleichzeitig parallel und antiparallel zueinander sein kann, in diesem Fall ist das Sehnenviereck ein symmetrisches Trapez. Möchte man einen solchen Fall ausschließen, das heißt zueinander parallele Geraden sollen nicht zueinander antiparallel sein, dann muss man in der Eingangsdefinition zusätzlich verlangen, dass sich die beiden Geraden eines Geradenpaars auch selbst schneiden.

## Anwendungen und Eigenschaften

Rote winkel sind gleich groß, ED und die Tangente in B sind antiparallel zu AC und stehen senkrecht auf MB

Symmedian CF halbiert Strecken antiparallel zu AB, Median CD, Winkelhalbierende CE

Sind zwei Geraden {\displaystyle g_{1},g_{2}} antiparallel bezüglich {\displaystyle h_{1},h_{2}} , dann sind die beiden Geraden {\displaystyle h_{1},h_{2}} auch antiparallel bezüglich  {\displaystyle g_{1},g_{2}}. Sind die beiden Geradenpaare   {\displaystyle g_{1},g_{2}} und {\displaystyle h_{1},h_{2}} jeweils antiparallel bezüglich eines dritten Geradenpaars  {\displaystyle l_{1},l_{2}}, dann ist {\displaystyle g_{1},g_{2}} auch antiparallel bezüglich  {\displaystyle h_{1},h_{2}} beziehungsweise  {\displaystyle h_{1},h_{2}}  antiparallel bezüglich {\displaystyle g_{1},g_{2}}.
In einen Dreieck ist die Verbindungsgerade zweier Höhenfußpunkte antiparallel zur dritten Dreiecksseite (bezüglich des ihnen gegenüberliegenden Dreieckwinkels). Die Tangente an den Umkreis eines Dreiecks, die durch einen seiner Eckpunkte verläuft, ist antiparallel zur gegenüberliegenden Dreiecksseite. Die Verbindungsgerade von Umkreiskreismittelpunkt und einem Eckpunkt steht senkrecht auf allen Antiparallelen zur der dem Eckpunkt gegenüberliegenden Dreiecksseite.
Ein Symmedian durch den Eckpunkt eines Dreiecks halbiert alle Strecken, deren Enden sich auf den am Eckpunkt anliegenden Dreieckseiten befinden und die zur gegenüberliegenden Dreieckseite antiparallel sind.